# Huazulco
Huazulco är en ort i Mexiko.   Den ligger i kommunen Temoac och delstaten Morelos, i den sydöstra delen av landet, 80 km söder om huvudstaden Mexico City. Huazulco ligger 1 541 meter över havet och antalet invånare är 3 847.
Terrängen runt Huazulco är kuperad österut, men västerut är den platt. Runt Huazulco är det ganska tätbefolkat, med 155 invånare per kvadratkilometer. Närmaste större samhälle är Cuautla Morelos, 18,0 km väster om Huazulco. Omgivningarna runt Huazulco är en mosaik av jordbruksmark och naturlig växtlighet.